# 삼성 갤럭시 노트 II
삼성 갤럭시 노트II(Samsung Galaxy Note II)는 삼성전자에서 제조/판매하는 안드로이드 패블릿 스마트폰으로, 갤럭시 노트의 후속제품이다.
2012년 8월 29일 영국 런던에서 개최된 삼성 모바일 언팩에서 발표하여, 대한민국에서 변종모델을 2012년 9월 26일, 표준모델을 2012년 9월 27일 출시하였다.

## 연혁
- 2012년 8월 29일 : 삼성 모바일 언팩에서 공개
- 2012년 9월 26일 : 대한민국에서 SHV-E250S/K/L 모델 출시
- 2012년 9월 27일 : N7100 모델과 N7105 모델 출시
- 2012년 11월 26일 : 판매량 500만대 돌파[6]
- 2013년 11월 19일 : N7100 모델과 N7105 모델에 대한 4.3 젤리빈 업그레이드[7][8]
- 2014년 4월 25일 : N7100 모델에 대한 4.4 킷캣 업그레이드[9]

## 출시 및 반응
2012년 9월 26일 대한민국에 처음 출시되었으며, 2012년 4분기 기준 128개국, 260개 거래선에 순차적으로 출시되었으며, 인도에서도 2012년 9월 27일 조기 출시되었다. 2012년 9월 30일 영국에서 공식 출시되었으며 10월 1일 모든 주요 스토어에 출시되었다. 2012년 9월 29일 인도네시아에서 선주문을 받기 시작했다.
폰아레나닷컴의 대니얼 P.는 갤럭시 노트II에 대해 "삼성이 생산한 최고의 전화 화면"을 갖추었다며 긍정적으로 평가하였다. 또, 그는 S 펜의 성능이 향상되었다고 언급하였다. 스터프 매거진은 이 스마트폰에 5/5 별을 주며 "최고의 10대 스마트폰" 섹션에서 넘버 4로 순위를 올렸다.

## 화면

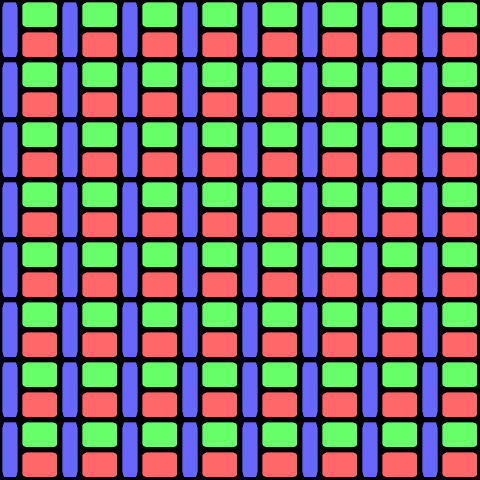
갤럭시 노트 II의 S 스트라이프 RGB (비 펜타일) 하부 화소의 표현. 노트 II 화면을 400배 확대한 모습이다.

기존의 HD 슈퍼 AMOLED 디스플레이에 RGBG 펜타일 매트릭스의 구조 대신, 삼성디스플레이에서 개발한 공법인 S-스트라이프 RGB 매트릭스 구조를 적용함으로써, RGBG 펜타일 매트릭스 구조를 채택한 제품들에 비해 가독성 및 해상도 문제를 해결하였다.

## S 펜
S 펜은 전작인 갤럭시 노트의 S 펜보다 개선된 인체공학적인 디자인을 갖추고 있으며, 1,024단계로 필압을 감지하여 보다 섬세한 사용이 가능하다.

## 사진

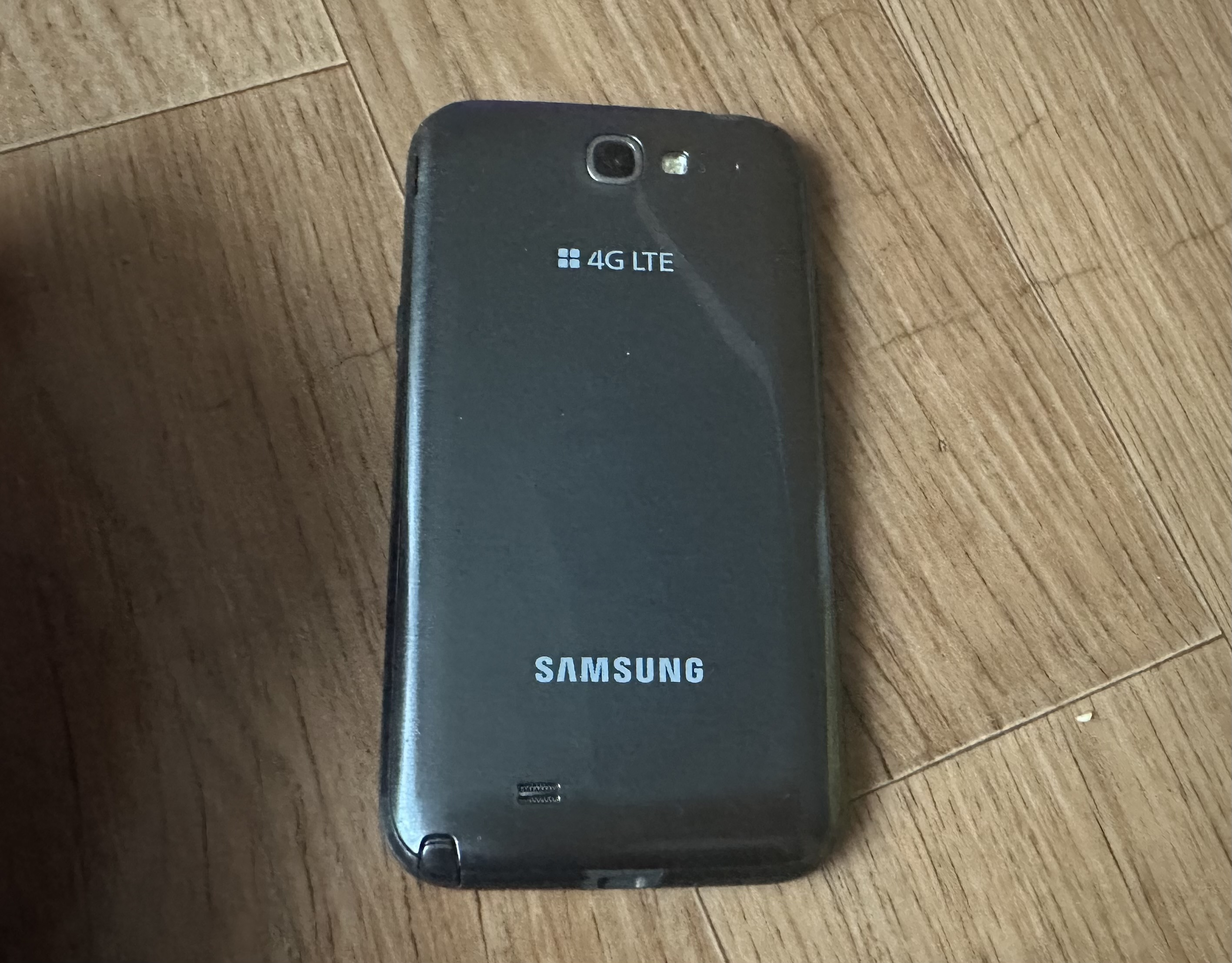
삼성 갤럭시 노트 ll 티타늄 그레이

## 색상
- 티타늄 그레이
- 마블 화이트
- 루비 와인
- 엠버 브라운
- 마샨 핑크
- 토파즈 블루(국내 미출시)

## 운영 체제/소프트웨어

### 안드로이드 4.1 젤리빈
안드로이드 OS 4.1.1 젤리빈을 탑재하여 출시했다(보안 문제가 존재).
2012년 12월 11일 N7100 모델과 N7105 모델의 안드로이드 4.1.2 젤리빈으로의 업그레이드가 시작되었다.
그 외에도 다음 사항이 적용되었다.
- 알림창의 패널위치를 사용자가 커스텀할 수 있게됨
- 그룹 캐스트 애플리케이션 추가

#### 특수 기능
- S 노트 : S 펜을 통한 다양한 노트 필기를 비롯하여, 디자인, 수식인식, 문자인식, 도형인식 등을 할 수 있다.[18]
- S 펜 키퍼 : S 펜을 분리한 상태에서 일정 거리 이상 움직이면 진동과 함께 팝업으로 S 펜의 분리여부를 띄워준다.
- 에어 뷰 : S 펜으로 항목을 디스플레이 근처에 대면 콘텐츠를 보여준다.[18]
- 퀵 커멘드 : S 펜을 이용하여 여러 기능을 빠르게 실행한다.[18]
- 이지 클립 : S 펜을 이용하여 사진을 오려낸다.[18]
- 팝업 노트 : 어느 애플리케이션을 이용하든 S 펜을 뽑으면 S 노트 팝업창이 뜬다.[18]
- 포토 노트
- 아이디어 스케치
- 스마트 스테이 : 앞면 카메라를 통해 사용자의 눈동자와 얼굴을 인식하여 사용 중일 때에는 디스플레이가 꺼지지 않도록 유지한다.
- 스마트 로테이션 : 중력방향에 의해서 자동회전을 하지 않고 앞면 카메라를 통해 사용자의 얼굴을 인식하여 자동회전여부를 결정한다.
- 버스트 샷 :최대 20장의 사진을 연속으로 촬영한다. 점프하는 장면을 찍을 때 유용하다.
  - 베스트 포토 : 버스트 샷으로 찍은 사진에서 가장 잘 찍힌 사진을 선별한다.
- 베스트 페이스 : 최대 5장의 사진을 찍어서 가장 좋은 표정을 선택한다.
- S 빔
- 올쉐어 캐스트 : 별도로 판매하는 올쉐어 캐스트 동글을 이용해 스마트폰 내 동영상, 게임 등의 화면을 스마트 TV나 PC에서 사용할 수 있다.[18]
- 멀티 윈도우 : 이전 버튼을 오래 누르면 2개의 프로그램을 동시에 작동시켜준다.[18]
- 페이지 버디 : 도킹, 로밍, 이어폰 삽입등의 특별한 상황에 따라 그에 필요한 기능을 홈화면에 자동적으로 추가한다.
- S 보이스 : 대화형 음성제어 시스템으로, 소프트웨어와 자연어 대화를 통해 특정 기능을 작동하여 각종 기능을 실행한다.

애플의 시리, LG전자의 Q보이스, 구글의 구글 어시스턴트와 비슷하다.
- 애 플리케이션 음성제어 : 음성인식을 통하여 애플리케이션을 실행하거나 종료한다.
- 다이렉트 콜 : 문자 전송할때, 부재중 전화시, 전화번호 검색 등 전화번호가 화면에 보일 때 휴대전화를 귀에 대면 바로 전화가 걸린다.
- 팝업 플레이 : 동영상을 작은 팝업창 형태로 재생하는 기능으로, 동영상이 팝업창 형태로 떠 있는 동안에는 화면의 일부분만 점유하며, 다른 애플리케이션을 사용할 수 있다.

### 안드로이드 4.3 젤리빈
N7100 모델과 N7105 모델이 2013년 11월 19일에 4.3 젤리빈으로 업그레이드 되었다.
그외에도 다음 사항이 같이 적용되었다.
- 터치위즈 Nature UX 2 일부 적용 (터치위즈 런처는 Nature UX 1 버전 유지)
- 갤럭시 기어와의 연동 지원
- ANT+ 지원
- 삼성 녹스, 삼성 월렛 추가
- 애플리케이션을 SD카드로의 이동 지원
- 어댑트 디스플레이 추가
- 설정, S 보이스, 키보드, 연락처, 카메라(사운드앤샷 추가), 갤러리, 음악, 시계, 계산기 개선
- 디스플레이 색재현력 개선

#### 특수 기능
- 사운드 앤 샷 : 사진 촬영 당시의 소리(최대8초)를 사진에 함께 담아 저장한다.

### 안드로이드 4.4 킷캣
2014년 5월 24일에 N7100 5월 중순엔 N7105, 국내는 6월 2일에 4.4.2 킷캣 업데이트가 되었다.

## 변종

### 대한민국

#### SHV-E250S/K/L
SK텔레콤, KT, LG유플러스를 통해 출시된 LTE모델로, FM 라디오 대신 지상파 DMB가 탑재되어 있다.

### 중화인민공화국

#### GT-N7102
차이나 유니콤 겸용으로 출시된 모델로, 듀얼심을 지원한다.
(대륙의 실수로 인해 듀얼심을 지원한다는 것이다.)

#### GT-N7108
차이나 모바일을 통해 출시된 모델이다.

#### SCH-N719
차이나 텔레콤을 통해 출시된 모델로, 듀얼심을 지원한다.
(대륙의 실수로 인해 듀얼심을 지원한다는 것이다.)

### 홍콩

#### GT-N7108D
차이나홍콩 모바일을 통해 출시된 TD-SCDMA, TD-LTE 동시 지원모델로, 애플리케이션 프로세서가 삼성전자 엑시노스 4 쿼드 (4412) 대신 퀄컴 스냅드래곤 600 APQ8064T (퀄컴 크래이트 300 아키텍처 CPU + 퀄컴 아드레노 320 400 MHz 그래픽 처리 장치)가 장착되었다.

### 미국/캐나다

#### SGH-I317
AT&T를 통해 출시된 LTE모델이다.

#### SGH-I317M
벨 모빌리티, 로저스, 텔루스, SaskTel, 버진 모바일 캐나다를 통해 출시된 LTE모델이다.

#### SGH-T889
T-모바일을 통해 출시된 모델이다.

#### SGH-T889V
윈드 모바일, 모빌리시티, 비디오트론을 통해 출시된 제품이다.

#### SCH-i605
버라이즌을 통해 출시된 모델이며, 홈 버튼에 버라이즌 통신사 로고가 각인되어서 판매된다.

#### SCH-R950
U.S. 셀룰러를 통해 출시된 모델이다.

#### SPH-L900
스프린트 넥스텔을 통해 출시된 모델이며, 심 카드 슬롯이 없다.

### 일본(SGH-N025(SC-02E))
NTT 도코모를 통해 출시된 모델이며, 원세그 TV가 탑재되어있다.

## 같이 보기
- 삼성 갤럭시 S III
- 삼성 갤럭시 노트 10.1
- 삼성 갤럭시 노트 8.0